# Rapport sur la compétitivité française
Le rapport sur la compétitivité française, également appelé rapport Gallois ou pacte pour la compétitivité de l'industrie française, est le rapport demandé à Louis Gallois concernant la situation de l'économie française et la compétitivité de ses différents secteurs d'activité. Il a été remis le 5 novembre 2012 au Premier ministre français Jean-Marc Ayrault.

## Contexte
Il existe en France une longue tradition de rapports rédigés par des experts ou des commissions spéciales, notamment à l'occasion de l'arrivée au pouvoir d'une nouvelle majorité. Cette tradition est également souvent critiquée, depuis Georges Clemenceau qui déclarait « Quand je veux enterrer un problème, je crée une commission ». Ceci n'empêche pas les dirigeants politiques de commander de nouveaux rapports.
L'alternance politique du printemps 2012 intervient dans un contexte économique morose. L'une des raisons identifiées du chômage dans l'industrie et les services est la perte de parts de marché de la France par rapport à ses voisins européens, notamment l'Allemagne. Une première décision symbolique du gouvernement est le changement de nom du Ministère de l'Industrie en « Ministère du Redressement productif » confié à l'avocat Arnaud Montebourg. Parallèlement, le 11 juillet 2012, le Premier ministre Jean-Marc Ayrault commande un rapport à Louis Gallois, à la suite de la nomination de celui-ci à la tête du Commissariat général à l'investissement. Louis Gallois est un patron réputé de gauche, grand commis de l’État, ayant dirigé successivement un symbole du service public français (la SNCF), et un symbole de l'industrie européenne (EADS et sa filiale Airbus). Membre de la Commission Liikanen d’experts européens sur la réforme bancaire, il est également impliqué dans l'économie sociale et solidaire. Il est donc vu comme un choix idéal.
En octobre 2012, avant même la remise du rapport, plusieurs journaux dévoilent des mesures qui sont critiquées par les experts économiques du Parti Socialiste, d'inspiration keynésienne. François Hollande déclare : « C'est un rapport qui engage son auteur, qui n'engage pas le gouvernement, pas le président de la République ». L'« enterrement » du rapport avant même sa publication est alors possible. Cependant, cinq députés du parti socialiste appellent à faire suivre le rapport d’actions concrètes.
Le rapport est finalement remis le 5 novembre 2012 par Louis Gallois au Premier ministre Jean-Marc Ayrault, et mis en ligne par les services du Premier Ministre. Il s'agit d'un document de 67 pages, intitulé Pacte pour la compétitivité de l'industrie française. Les rapporteurs adjoints sont Clément Lubin et Pierre-Emmanuel Thiard.

## Contenu du rapport
Le rapport, précédé de la lettre de mission du Premier Ministre, contient une introduction et 6 parties.

### Lettre de mission
Dans sa lettre de mission datant du 11 juillet 2012, et reprise en introduction du rapport publié, le Premier Ministre, Jean-Marc Ayrault, confie à Louis Gallois une mission - avec remise des conclusions avant le 15 octobre - destinée à « préparer un pacte productif ambitieux en faveur de la compétitivité de notre industrie. » Le premier ministre précise vouloir « porter à nouveau l’industrie française au premier rang mondial » et vouloir pour cela « mettre en œuvre des mesures fortes permettant de lever les freins à notre compétitivité ».

### Introduction: un pacte de confiance
En introduction, le rapport reprend la définition de la compétitivité du Conseil économique, social et environnemental affirme que le redressement de la « compétitivité globale » (c'est-à-dire concernant tous les secteurs) de l’économie française passe par celui de la compétitivité de l’« industrie et des services qui lui sont associés ». Selon le rapport : « La reconquête de la compétitivité industrielle doit donc être considérée comme la priorité économique de notre pays, elle
conditionne tout le reste », d’où une proposition qui « surplombe » les autres propositions spécifiques du rapport :

« Toute nouvelle disposition législative ou réglementaire significative, toute nouvelle politique lancée par l’État devrait être accompagnée d’un document précisant son impact sur la compétitivité industrielle et les moyens d’en réduire les effets négatifs éventuels. »

Selon les auteurs, la reconquête de la compétitivité prendra du temps et nécessite « un fort consensus au sein de la communauté nationale sur la nécessité de cette reconquête et de l’effort nécessaire » : le pays doit « nouer avec lui-même un pacte de confiance ».

### 1repartie - La cote d'alerte est atteinte (les constats)
La première partie, faisant état de la situation de l'industrie française en 2012 (hors bâtiment), constate le « véritable décrochage » de l'industrie française (hors bâtiment). Il identifie un mauvais positionnement, des « causes structurelles », mais aussi des atouts.

#### Le «décrochage» de l’industrie française
Les auteurs font état des pertes de part de marché depuis les années 1970 et qui semblent encore s'accélérer. Ils reprennent une conclusion de la Conférence nationale de l’industrie en 2011 : « L’industrie française atteint aujourd’hui un seuil critique, au-delà duquel elle est menacée de déstructuration ». Ils énumèrent les chiffres suivants :
- part de ce secteur dans la valeur ajoutée totale passée de 18 % en 2000 à un peu plus de 12,5 %, en 2011
- emploi industriel passé de plus de 26 % de l’emploi salarié total en 1980 (5,1 millions de salariés) à 12,6 %,en 2011 (3,1 millions de salariés)
- part de marché des exportations françaises en Europe passée de 12,7 %, en 2000, à 9,3 % en 2011
- solde de la balance commerciale passé d’un excédent de 3,5 milliards d’euros en 2002 à un déficit de 71,2 milliards d’euros en 2011.

Les auteurs constatent que l’opinion publique a « le sentiment que l’industrie « fout le camp » et, pire, que c’est irrémédiable. »

#### Un cercle vicieux prix/hors prix
Selon le rapport, la France est plutôt positionnée sur le milieu de gamme en matière de qualité et d’innovation. Elle est ainsi prise en étau entre :
- des produits « haut de gamme » pour lesquels l’industrie allemande a un avantage comparatif, et
- des produits plus « bas de gamme » pour lesquels l’industrie française ne peut concurrencer les pays d’Asie, d’Amérique Latine et même d’Europe de l’Est et du Sud.

La France a ainsi été conduite à préserver sa compétitivité-prix - baisse des marges de l’industrie manufacturière de 30 % en 2000 à 21 % en 2011, une baisse du taux d’autofinancement, de 85 % en 2000 à 64 % en 2012, productivité globale des facteurs en berne - au détriment de sa compétitivité hors-prix, d’où des difficultés à monter en gamme.

#### Quatre causes structurelles
Le rapport ne reprend pas les faiblesses générales déjà identifiées, notamment dans les rapports de la Commission pour la libération de la croissance française (« Rapports Attali » pour ne pas « faire doublon », mais il identifie quatre causes structurelles spécifiques à l'industrie :
- un bloc de handicaps concernant la recherche, l’innovation et la formation, mal articulées avec l’industrie ;
- les flux de financement insuffisamment orientés vers le tissu industriel ;
- la faiblesse de la structuration et de la solidarité industrielles : le tissu industriel se compose de grandes entreprises, de plus en plus délocalisées, qui sont loin de collaborer avec les nombreuses PME, qui n’arrivent pas à devenir des entreprises de taille intermédiaire (ETI) capables d’innover et d’exporter ;
- le dialogue social insuffisamment productif d'où un marché du travail qui fonctionne mal.

#### Des atouts
Mais le redressement est, toujours selon les auteurs, possible, car la France possède de nombreux atouts :
- des pôles d’excellence mondiaux et de grands groupes puissants ;
- une création de PME innovantes plus active que chez ses voisins ;
- une recherche de très haut niveau et un personnel très qualifié ;
- une des plus fortes productivités horaires du travail d’Europe (bien que sa croissance ralentisse et que la durée du travail et les taux d’emploi soient faibles) ;
- un prix relativement bas de l’énergie électrique pour l’industrie ;
- des infrastructures et des services publics de qualité ;
- une qualité de vie reconnue.

### 2epartie: une ambition industrielle, la montée en gamme
De la 2e partie à la 6e partie, les rapporteurs développent des axes d'améliorations et formalisent 22 « propositions » dans de multiples domaines, allant d’un « choc de confiance » à un « pacte social ».

#### Un environnement favorable à l’investissement
L'État doit montrer qu’il fait confiance aux chefs d’entreprises, reconnaître leur contribution au développement de l’économie, et éviter de modifier sans cesse lois et règlement. D’où la :
- Proposition 1 : l’État s’engage à ne pas modifier cinq dispositifs, au moins, au cours du Quinquennat :
  - le crédit impôt recherche,
  - les dispositifs dits « Dutreil » favorisant la détention et les transmissions d’entreprises,
  - la contribution économique territoriale (68 modifications de la taxe professionnelle en 35 ans !),
  - les incitations « sociales » aux jeunes entreprises innovantes, rétablies à leur niveau de 2010,
  - les dispositifs en faveur de l’investissement dans les PME, notamment « l’IR PME » et « l’ISF PME » (annonce du Président de la République à la Remise des Prix de l’Audace Créative – le 20 septembre 2012).

De plus le rapport propose plusieurs mesures pour contrer les impératifs, souvent de court terme, des marchés financiers et privilégier les actionnaires « qui jouent le long terme », et pour donner la parole aux autres parties prenantes de l’entreprise. D’où la
- Proposition 2 : introduire dans les Conseils d’Administration ou de Surveillance des entreprises de plus de 5 000 salariés, au moins 4 représentants des salariés, sans dépasser le tiers des membres, avec voix délibérative, y compris dans les comités des conseils.

Enfin, l’État lui-même doit jouer un rôle de stratège, d’éclaireur de l’avenir :
- Proposition 3 : créer un Commissariat général à la stratégie et à la prospective, lieu d’expertise et de dialogue social. Accompagner chaque loi de finances d’un rapport sur la situation de l’appareil productif fondé sur les travaux du Commissariat.

#### Lechoc de compétitivité: un choc de confiance
Devant l'urgence de la situation, il faut créer un « choc de compétitivité » en « déchargeant le travail dans l’entreprise du poids du financement d’une partie des prestations sociales, notamment de celles de solidarité, en le reportant sur la fiscalité et la réduction de la dépense publique », de qui permettrait « d’apporter un « ballon d’oxygène » aux entreprises pour l’investissement et d’amorcer la montée en gamme ».
- Proposition 4 : créer un choc de compétitivité en transférant une partie significative des cotisations sociales jusqu’à 3,5 SMIC – de l’ordre de 30 milliards d’euros, soit 1,5 % du PIB – vers la fiscalité et la réduction de la dépense publique. Ce transfert concernerait pour 2/3 les cotisations patronales, et pour 1/3 les cotisations salariales.

La plus grande part des nouvelles recettes fiscales pourrait provenir du relèvement de la CSG, ou du taux normal de la TVA, mais d'autres mesures fiscales pourraient être envisagées : hausse de certains taux intermédiaires de la TVA (hors produits de première nécessité), fiscalité écologique (taxe carbone), fiscalité immobilière, réexamen de certaines niches, éventuelle taxation des transactions financières. La réduction de la dépense publique devrait ensuite prendre le relais de la fiscalité.
Ce « choc » ne doit pas être utilisé, pour des distributions de dividendes ou des augmentations de salaires, mais être clairement orienté vers l’investissement et l’innovation en privilégiant l’autofinancement.

#### Le coût de l’énergie
Il faut maintenir à un niveau relativement bas le coût de l’énergie pour l’industrie tout en promouvant le développement des énergies renouvelables, en utilisant au mieux la parc nucléaire et poursuivant la recherche sur les techniques d’exploitation des gaz de schiste :
- Proposition 5 : mener les recherches sur les techniques d’exploitation des gaz de schiste.

#### La nécessaire montée en gamme de l’industrie
L’industrie française, prise en tenaille entre industries « haut de gamme » d’un côté et des industries à « bas coûts » de l’autre doit monter en gamme, ce qui nécessite un effort considérable de productivité, d’innovation, de qualité et de service, et donc une priorité à l’investissement. Une politique de la demande serait probablement bénéfique à court terme, mais il faut que s’établisse un consensus de tous les acteurs sur une politique centrée sur l’offre seule capable de faire retrouver le chemin de la croissance.
Il faut d'abord développer nos exportations grâce à une montée en gamme, et améliorer les conditions de crédit et des garanties à l'exportation :
- Proposition 6 : aligner les conditions de crédit et des garanties export, en volume, quotité et taux sur le meilleur niveau constaté dans les pays avancés et créer un « prêteur direct » public.

Il faut également favoriser la recherche et l’innovation, particulièrement par les PME :
- Proposition 7 : sanctuariser le budget de la recherche publique et celui du soutien à l’innovation sur la durée du quinquennat.

- Proposition 8 : créer un mécanisme d’orientation de la commande publique vers des innovations et des prototypes élaborés par des PME : objectif de 2 % des achats courants de l’État[13].

Mais la question la plus décisive pour l’industrie française est probablement d’intensifier et d’accélérer la collaboration entre les différents acteurs et le transfert de la recherche vers l’innovation et ses applications industrielles.

### 3epartie: La structuration et la solidarité du tissu industriel, faire travailler les acteurs ensemble
Le rapport avait indiqué comme troisième cause structurelle la « faiblesse de la structuration et de la solidarité industrielles ». Il faut tout d'abord soutenir les PME pour accroître le nombre d’entreprises de taille intermédiaire (ETI) dynamiques et exportatrices. Dans ce but, le rapport propose six mesures et émet deux propositions :
- Proposition 9 : créer, au sein de la Banque publique d'investissement, un produit constitué d’actions de préférence sans droit de vote (bénéficiant en contrepartie d’une rémunération privilégiée).

- Proposition 10 : élaborer un équivalent du Small Business Act, comme cadre de cohérence des dispositifs en faveur de la croissance des PME.

Il faut également renforcer la solidarité des filières industrielles. Par exemple, au-delà des grands programmes du type Investissements d’Avenir, des Instituts de recherche technologique (IRT) et des pôles de compétitivité, les grands groupes qui bénéficient d’aides de l’État devraient être obligés d’associer les fournisseurs et les sous-traitants à leurs actions :
- Proposition 11 : conditionner les soutiens de l’État aux actions des grandes entreprises à leur capacité à y associer leurs fournisseurs et sous-traitants.

Les Comités stratégiques de filière mis en place par la Conférence nationale de l'industrie (CNI) devraient jouer un rôle plus important dans l’élaboration de stratégies communes et le dialogue social au sein de chaque filière :
- Proposition 12 : renforcer la gouvernance et les moyens des comités de filières de la Conférence nationale de l’industrie.

De plus, les organisations professionnelles de filières - du type Groupement des Industries Françaises Aéronautiques et Spatiales (GIFAS) ou Plateforme de la Filière Automobile (PFA) - devraient être renforcées.
Enfin, dans la lignée des pôles de compétitivité, il faut développer les solidarités territoriales en accroissant le rôle des Régions :
- Proposition 13 : donner aux Régions la responsabilité de coordonner l’action des différentes structures régionales chargées de promouvoir l’innovation et le développement de l’industrie, ainsi que d’animer le dialogue social.

### 4epartie: Les leviers de la politique industrielle
Le rapport considère trois leviers de la politique industrielle : la formation, le financement et le rôle du Commissariat Général à l’Investissement.

#### Une formation répondant aux besoins de l’industrie
À la différence de l’Allemagne, l’enseignement technique et professionnel ne bénéficie toujours pas en France de la priorité qu’il mérite. D’une part, la formation initiale reste trop éloignée des besoins de l’industrie :
- Proposition 14 : systématiser la présence des entreprises dans la gouvernance de l’enseignement technique et professionnel au niveau des établissements (Conseils d’administration), des Régions (établissement des cartes de formation) et au niveau national.

D'autre part, la formation en alternance n'est pas assez développée :
- Proposition 15 : doubler le nombre de formations en alternance sur la durée du quinquennat.

La formation continue, trop focalisée sur l’adaptation des salariés à leur poste de travail, devrait être plus orientée vers le développement de leurs capacités et de leur potentiel d’emploi. Tout salarié devrait pouvoir progresser d’au moins un niveau de qualification au cours de sa vie active :
- Proposition 16 : demander aux partenaires sociaux de négocier les modalités de mise en œuvre d’un compte individuel de formation, « crédité » soit au début de la vie active, soit chaque année, et attaché non au statut, mais à la personne.

De plus, l’effort de formation vers les salariés les moins qualifiés devrait être renforcé. Enfin l’image de la culture scientifique et technique devrait être valorisée : selon le rapport, la notion même de progrès technique « est trop souvent remise en cause à travers une interprétation extensive – sinon abusive – du principe de précaution et une description unilatérale des risques du progrès, et non plus de ses potentialités. »

#### Un financement dynamique pour l’industrie
L’accès des ETI et des PME aux marchés financiers devrait être facilité par le système bancaire. La législation reste peu efficace pour améliorer le crédit interentreprises (crédit client et crédit fournisseur), et notamment le problème des délais de paiements :
- Proposition 17 : confirmer aux Commissaires aux comptes qu’ils doivent obligatoirement joindre à leur avis sur les comptes de l’entreprise, un rapport sur le crédit interentreprises. Prévoir des sanctions administratives (DGCCRF) en cas de manquement aux règles sur les délais de paiement.

Les fonds propres des entreprises doivent être renforcés et l’épargne doit être orientée vers des placements longs et à risque, et les placements longs vers l’industrie. Dans ce but, le rapport émet plusieurs propositions, notamment :
- Proposition 18 : allonger la « durée » des contrats d’assurance-vie par une adaptation de leur régime fiscal ; avantager fiscalement les contrats en unités de compte (c'est-à-dire investis en actions) et les « contrats diversifiés » par rapport aux contrats dits en euros (placements essentiellement obligataires).

- Proposition 19 : doubler en cinq ans la capacité de France Investissement (BPI) à développer des partenariats public-privé dans le domaine du capital-investissement pour soutenir les entreprises ayant de forts besoins d’investissement au moment de l’industrialisation de leurs innovations.

#### Des priorités pour le Commissariat général à l'investissement
Le Commissariat général à l'investissement, créé en vue du pilotage du Programme d’investissements d’avenir et chargé de veiller à la cohérence de la politique d’investissement de l’État devrait avoir trois priorités techniques et industrielles :
- Proposition 20 : donner au Commissariat général à l'investissement la mission de porter trois priorités techniques et industrielles : (1) les technologies génériques, (2) la santé et l’économie du vivant et (3) la transition énergétique.

### 5epartie: Pour une politique industrielle européenne
La France devrait promouvoir une véritable stratégie industrielle européenne, aujourd’hui trop générale et lacunaire. Elle devrait prendre l’initiative de proposer de nouveaux projets européens d’envergure, financés par une émission accrue de « project bonds ». Elle devrait inciter la politique de la concurrence, qui « domine » aujourd’hui toutes les politiques européennes, à être davantage mise au service de l’industrie européenne et de sa compétitivité. D’où la
- Proposition 21 : accompagner toutes les décisions européennes concernant la concurrence d’un avis d’experts économiques et industriels extérieurs à la Commission ; cet avis serait public.

De plus, la politique commerciale extérieure devrait, selon le principe de réciprocité, être mise au service de « l’ouverture équitable » : réciprocité dans l’ouverture des marchés publics, contrôle des investissements étrangers, respect des conventions internationales et normes, protection de la propriété intellectuelle. Enfin, le niveau de l’euro par rapport aux autres monnaies mondiales est trop élevé pour les pays exposés à la compétition par les prix. La France devrait plaider pour son abaissement à un niveau plus acceptable.

### 6epartie: Pour un nouveauPacte social
La 6e partie enfin traite du dialogue social, affirmant selon les rapporteurs que le Pacte Social bâti en 1946 est « à bout de souffle », et qu’il « fossilise le dialogue social ».
Elle met l'accent sur « la concertation sur le financement des prestations sociales », dont une partie doit être « transférée vers la fiscalité » (c'est dire hors des cotisations salariales). Elle affirme la nécessité d'une négociation sur les Institutions Représentatives du Personnel (IRP) avec la proposition suivante :
- Proposition 22 : autoriser les entreprises qui le souhaitent à faire présider le comité d'entreprise par un représentant des salariés.

Elle affirme enfin l'utilité d'une « négociation sur la sécurisation de l’emploi », constatant aussi que les dispositifs de chômage partiel sont plus efficaces en Allemagne qu'en France.

## Réactions
La remise du rapport est suivie d'un nombre important de réactions, peu habituel pour un document intégrant des aspects très techniques. L'annonce par Jean-Marc Ayrault, dès le lendemain 6 novembre 2012, de différentes mesures inspirées par le rapport suscite un « déluge » de réactions.

### Pouvoirs publics

#### Gouvernement
Dès la réception du rapport, le Premier Ministre, Jean-Marc Ayrault annonce la tenue d'un « Séminaire gouvernemental sur la compétitivité » pour le lendemain. À l'issue du séminaire est publié, le 6 novembre 2012, un Pacte national pour la croissance, la compétitivité et l'emploi reprenant les analyses et la « quasi-totalité des préconisations » du rapport Gallois. Il annonce en particulier la création d'un crédit d'impôt de 20 milliards d'euros en faveur des entreprises, basé sur les dépenses salariales. Il annonce également 10 milliards d'euros d'économie supplémentaires de l’État, sans précision des mesures prévues. Il annonce 300 000 à 400 000 nouveaux emplois.

### Monde politique

#### Gauche et extrême gauche
Le Front de Gauche et l'extrême gauche critiquent durement le rapport. Jean-Luc Mélenchon considère que ce rapport est « à jeter » et qu'il ne constitue qu'une « misérable redite de la propagande du Medef ». Nathalie Arthaud pour Lutte ouvrière dénonce la demande d'allègement des cotisations sociales de 30 milliards d’euros, dont 20 milliards de cotisations patronales (4e proposition du rapport), qui est une « parole de patron ».
L'association Attac et la Fondation Copernic, cercle de réflexion critique du « libéralisme » (au sens français du terme) publient un document de 27 pages intitulé En finir avec la compétitivité. Les auteurs, se focalisant sur la Proposition no 4 de « réduction du coût du travail », critiquent cette notion selon eux issue du « néomercantilisme », et estiment que la notion de compétitivité n'a pas de sens. Ils plaident pour une taxe bilatérale sur les transports, différente du protectionnisme.

#### Front national et extrême-droite
Le Front national considère que le rapport Gallois constitue « un ramassé parfaitement indigent de poncifs ultralibéraux », ne laissant pas de place au protectionnisme ou à la sortie de la France de l'euro. Il invite donc à mettre ce rapport à « la corbeille ».

#### Centre et centre-droit
Jean Arthuis, pour l'Alliance centriste estime que « l'orientation est bonne mais le compte n'y est pas et les modalités sont illisibles. » Selon lui : « Le choc de compétitivité nécessite le basculement d'au moins cinquante milliards d'euros ».
François Bayrou, pour le Mouvement démocrate, salue le rapport Gallois, dont « les propositions sont » (selon lui) « très intéressantes pour la plupart ». Il estime, à la suite des mesures annoncées par Jean-Marc Ayrault, avoir « prédit il y a six mois le revirement du gouvernement », mais que le crédit d'impôt lié à l'investissement pour les entreprises serait « une usine à gaz ».